# Projekt Volodia

Projekt Volodia, 2012

Projekt Volodia – zespół muzyczny z Wrocławia, założony w 2007 roku. Obecnie zespół tworzą: Janusz Kasprowicz (śpiew, gitara basowa, kontrabas elektryczny), Bogdan Bińczak (akordeon, vinofon, melodyka, instrumenty perkusyjne), Robert Gawron (banjo, gitara flamenco, lutnia, ukulele), Tomasz Burzyński (perkusja), Marcin Kotlarski (gitara elektryczna). W składzie pierwotnym grali Piotr Rokitowski od 2006 do 2014 roku (gitara elektryczna) oraz Wojtek Malko (perkusja, prezentacja multimedialna), który czasami wspiera zespół na niektórych koncertach. Czasami na gitarze elektrycznej na scenie pojawia się multiinstrumentalista Stanis Marinczenko. Byli członkowie zespołu: Jakub Persona (perkusja), Leszek Zaleski (gitara elektryczna), Marek Popów "Stingu" (gitara elektryczna). Często na koncertach grupy gościnnie występuje też aktor Mirosław Baka. 
Miał być jednorazowym projektem, praktycznie tylko na jeden koncert, do którego pomysłodawca Janusz Kasprowicz zaprosił wrocławskich muzyków. Przedstawił on wizję zaaranżowania i wykonania utworów znanego barda i aktora Włodzimierza Wysockiego, którego jest wielbicielem. Po owacyjnym przyjęciu i pozytywnych recenzjach, muzycy postanowili przybliżyć swoją interpretację twórczości Wysockiego szerszej publiczności w całym kraju. Od drugiej płyty zespół do programu włączył covery utworów Toma Waitsa, Leonarda Cohena oraz autorskie interpretacje utworów Broniewskiego i Bursy.
W 2010 roku koncert Projektu Volodia transmitowany był w radiowej „Trójce” ze Studia im. Agnieszki Osieckiej.

## Dyskografia
- 2011 – Piosenki W. Wysockiego MTJ
- 2013 - To męski świat MTJ
- 2018 - Nie chcę być poetą
- 2020 - Pocztówka ze Lwowa
- 2021 - Projekt Volodia gra Grzesiuka
- 2022 - WYSOCKI REFECTI